# 시청로 (여수시)
시청로(市廳路)는 전라남도 여수시의 도로이다. 시점은 학동 71-3대(쌍봉동)의 제1호광장 교차로이고, 종점은 여천동 413-1도(여천동)의 석창사거리이다. 이 도로의 시점에는 여수시청(시청로 1)이 있어서 시청로라는 이름이 붙었다. 인근에 KTX 여천역이 있다.

## 교차로
| 종류   | 교차로명          | 접속 노선                | 소재지(행정동) | 소재지(법정동) | 기타              |
| ------ | ----------------- | ------------------------ | -------------- | -------------- | ----------------- |
| 로터리 | 제1호광장 교차로  | 도원로, 여수시청, 망마로 | 쌍봉동         | 학동           |                   |
| 삼거리 | 국민은행앞 교차로 | 흥국로                   | 쌍봉동         | 학동           |                   |
| 사거리 | 쌍봉 사거리       | 쌍봉로                   | 쌍봉동         | 학동           |                   |
| 사거리 | 여천역 삼거리     | 여천역, 반월길           | 여천동         | 여천동         |                   |
| 사거리 | 석창 사거리       | 좌수영로                 | 여천동         | 여천동         | 여수산단로와 직결 |

시청로 (여수시) ― 도로명주소 안내시스템 (전남 여수시)